# Ninja (film)
Ninja è un film del 2009 diretto da Isaac Florentine. Protagonista l'attore e artista marziale Scott Adkins.

## Trama
Casey Bowman è un ragazzino americano rimasto orfano in Giappone; desiderando padroneggiare il bushido, chiede ad un sensei di apprendere da lui; l'uomo è colpito dalla sua determinazione ed acconsente. Nel dojo, Casey conosce Namiko, giovane figlia del suo maestro, e Masakuza, il migliore studente della scuola; questi è presto ostile al compagno di studi, anche perché Namiko mostra invece affezione per Casey; la rivalità cresce fino a culminare un giorno, durante uno scontro d'addestramento in cui Masakuza perde le staffe e arriva vicino ad uccidere Casey, lanciandogli contro una katana; nel difendersi Casey ferisce Masakuza sotto l'occhio destro, procurandogli una cicatrice; il sensei allontana Masakuza per le sue azioni.
Anni dopo Masakuza lavora come sicario su commissione per una grande società americana, la Temple Industries, che dietro la facciata gestisce un'associazione criminale nascosta chiamata "The Ring"; questa è interessato ad un oggetto in possesso del maestro. Tornato in Giappone presso il vecchio dojo a reclamare la successione come sōke, ottiene invece il rifiuto del sensei; questi prevede che Masakuza ritornerà con intenzioni ben peggiori ed incarica Casey e Namiko di sorvegliare e custodire uno scrigno, lo Yoroi Bitsu, che contiene gli abiti e le armi di un ninja, l'ultimo dell'antico clan Koga, a cui sono attribuiti capacità sovrumane; i due portano lo scrigno alla Triborough University di New York, dove viene messo nel caveau della scuola grazie al professor Garrison, una vecchia conoscenza del maestro. Ma il loro inseguitore li ritraccia e manda gli scagnozzi della Temple Industries a rapirli; nel caos che ne segue, Garrison viene ucciso, Masakuza compie una strage di passanti, Casey e Namiko sono accusati della sua morte e devono scappare dagli assalitori; arrestati, sono interrogati dal detective Traxler che ride alla versione dei fatti data da Casey, su un ninja che avrebbe causato quella strage. Intanto Masakuza penetra nella stazione con un travestimento, toglie la corrente, uccide diversi poliziotti e rapisce Namiko; Traxler tenta di affrontato ma finisce per farsi sparare, e viene salvato per un pelo da Casey; Masakuza sparisce con Namiko e Casey fa lo stesso.
Interrogando un uomo della Temple Casey scopre l'indirizzo della società, e ottiene con la forza il numero di Masakuza dal presidente Temple; lo chiama e indica un luogo d'incontro, per scambiare Namiko con lo Yoroi Bitsu; tornato all'università apre il forziere ed indossa vestito ed armi. Lo scambio avviene in un cantiere edile: Casey fa scendere lo Yoroi Bitsu con una gru e Masakuza libera Namiko ed apre lo scrigno, vuoto; i due ninja si preparano a chiudere la faccenda, ma gli uomini di Temple organizzano un'imboscata per sbarazzarsi di tutti e tre, costringendoli ad ucciderli prima di proseguire. Morti loro, Masakuza spara un dardo avvelenato contro Namiko con una pistola ad aria compressa, e mostra l'antidoto a Casey per indurlo a farsi avanti; poi però molla la boccetta che si rompe, e Casey si infuria; la scena è osservata da un elicottero della polizia che punta il faro sui due. Masakuza ne approfitta per accecare Casey col riflesso del faro sulla spada, portandosi alle sue spalle; ma Casey contrattacca d'istinto e lo trafigge.
Disperato per non avere l'antidoto per Namiko, Casey ricorda poi una lezione del sensei, riguardante il fatto che la katana di un ninja può uccidere o guarire; controllando l'impugnatura della spada scopre che l'interno contiene una fiala con la medicina, e la somministra a Namiko che si riprende in poco tempo; prima di andarsene, Casey accontenta l'ultimo desiderio di Masakuza, morire decapitato.
Il mattino successivo Traxler restituisce loro i passaporti, informandoli che Temple è stato arrestato e la sua banda di criminali è distrutta, poi gli intima di lasciare New York per sempre; Casey e Namiko tornano in Giappone per porgere i rispetti sulla tomba del maestro ed occuparsi del dojo, ora affidato alle loro cure.

## Produzione

### Budget
Il film viene girato col budget di dieci milioni di dollari.

### Riprese
Le riprese si svolgono dal 17 giugno al 4 agosto 2008.

### Location
La pellicola viene girata completamente in Bulgaria, nella città di Sofia e negli studios dell'azienda Nu Boyana Film (gli studios più grandi d'Europa), società satellite bulgara della Nu Image.

## Distribuzione
Il film viene distribuito direct-to-video, senza uscire nelle sale cinematografiche. Le uniche nazioni a fare eccezione sono state Malaysia (nelle sale il 22 ottobre 2009), Israele (23 giugno 2010), Filippine (1º luglio 2010), Emirati Arabi Uniti (4 novembre 2010) e Kuwait (4 agosto 2011).

## Critica
Il dizionario Morandini scrive "Godibile film di arti marziali. Spettacolare.", dando un voto di 3 (su 5).